# Hrabia Gloucester
Hrabiowie Gloucester 1. kreacji (parostwo Anglii)
- 1093–1094: William FitzEustace, 1. hrabia Gloucester

Hrabiowie Gloucester 2. kreacji (parostwo Anglii)
- 1121–1147: Robert, 1. hrabia Gloucester
- 1147–1183: William Fitz Robert, 2. hrabia Gloucester

Hrabiowie Gloucester 3. kreacji (parostwo Anglii)
- 1186–1189: Avisa z Gloucester
- 1189–1199: Jan bez Ziemi

Hrabiowie Gloucester 4. kreacji (parostwo Anglii)
- 1218–1230: Gilbert de Clare, 5. hrabia Hertford
- 1230–1262: Richard de Clare, 6. hrabia Hertford
- 1262–1295: Gilbert de Clare, 7. hrabia Hertford
- 1295–1314: Gilbert de Clare, 8. hrabia Hertford

Hrabiowie Gloucester 5. kreacji (parostwo Anglii)
- 1337–1347: Hugh de Audley, 1. hrabia Gloucester

Hrabiowie Gloucester 6. kreacji (parostwo Anglii)
- 1397–1399: Thomas le Despenser, 1. hrabia Gloucester